# Teresa Żurowska
Liliana Teresa Żurowska (* 22. April 1956 in Świdwin, Polen als Teresa Rusek) ist eine österreichisch-polnische Handballspielerin, die sowohl für die polnische Nationalmannschaft als auch für die österreichische Nationalmannschaft auflief.

## Karriere

### Im Verein
Żurowska spielte ab dem Jahr 1971 für den polnischen Verein Spójnia Świdwin, bei dem sie anfangs auf der Position Rückraum Mitte eingesetzt wurde und später auf Linksaußen wechselte. Drei Jahre später schloss sich Żurowska dem polnischen Erstligisten Pogoń Stettin an, mit dem sie 1978 in die Zweitklassigkeit abstieg, ein Jahr später den sofortigen Wiederaufstieg feierte und 1983 die polnische Meisterschaft gewann. In der Spielzeit 1979/80 war sie mit 207 Treffern die torgefährlichste Spielerin der polnischen Liga. Zur Saison 1985/86 wechselte Żurowska zum österreichischen Erstligisten WAT Atzgersdorf, den sie zwei Jahre später in Richtung des österreichischen Spitzenvereins Hypo Niederösterreich verließ. Mit Hypo Niederösterreich gewann sie vier Mal die österreichische Meisterschaft, drei Mal den ÖHB-Cup sowie zwei Mal den Europapokal der Landesmeister. Żurowska kehrte im Jahr 1991 wieder zum WAT Atzgersdorf zurück, bei dem sie drei Jahre später ihre Karriere beendete.

### In Auswahlmannschaften
Żurowska gehörte zwischen 1976 und 1985 dem Kader der polnischen Nationalmannschaft an und führte in den letzten beiden Jahren ihre Mannschaft als Kapitänin auf das Spielfeld. In diesen Zeitraum absolvierte sie 83 Länderspiele, in denen 200 Treffer erzielte. Ab dem Jahr 1987 lief sie in fünf Jahren insgesamt 117-mal für die österreichische Nationalmannschaft auf, für die sie 261 Tore verbuchte. Żurowska nahm mit beiden Auswahlmannschaften an fünf Weltmeisterschaften teil. Mit Österreich belegte sie den fünften Platz bei den Olympischen Spielen 1992 in Barcelona. Żurowska wirkte in zwei Turnierspielen mit, in denen sie ein Tor warf.